# Landesgartenschau Hamm 1984

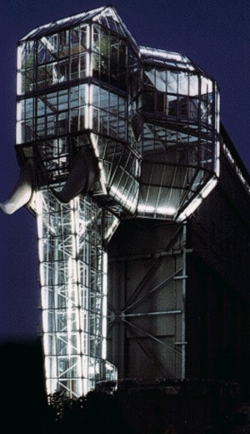
Glaselefant im Maximilianpark

Die Landesgartenschau Hamm war im Jahr 1984 die erste Landesgartenschau in Nordrhein-Westfalen. Die mehrmonatige Veranstaltung fand auf dem Gelände der geschlossenen Zeche Maximilian statt und lockte rund 1,3 Millionen Besucher an. Auf dem 22 Hektar großen Gelände wurde im Anschluss an die Landesgartenschau der „Maximilianpark“ eingerichtet, der bis heute geöffnet ist. Der „Gläserne Elefant“ auf dem LGS-Gelände ist inzwischen ein Wahrzeichen der Stadt Hamm.

## Geschichte
In der Zeche Maximilian wurde die Kohleförderung endgültig in den 1940er-Jahren eingestellt. Die Gemeinde Werries plante daraufhin eine Belebung der Brache. Unterstützt von Fördergeldern sollte ein neues Ortszentrum entstehen. Dies wurde jedoch durch die kommunale Neuordnung 1975 verhindert. In diesem Zusammenhang wurde Werries Teil des Hammer Stadtbezirks Hamm-Uentrop. 1978 bewarb sich die Großstadt um die Ausrichtung der ersten Landesgartenschau in Nordrhein-Westfalen.
Durch die jahrzehntelange Brache hatte sich auf dem Gelände eine ausgeprägte Vegetation entwickelt, die auch als Rückzugsgebiet für vom Aussterben bedrohte Tiere diente. Nach der Vergabe der Landesgartenschau an Hamm im Jahr 1980 begann die Stadt schutzwürdige Gebiete zu kartografieren. Im folgenden Jahr begannen die Bauarbeiten an einem Freizeitpark, bei dem viele ehemalige Zechengebäude erhalten blieben.
Vom 14. April bis zum 30. September 1984 hatte die Landesgartenschau geöffnet. Seitdem wird das Gelände als „Maximilianpark“ betrieben.
Nach den positiven Erfahrungen aus der ersten Landesgartenschau bewarb sich die Stadt für die Ausrichtung der LGS 2014. Die Bewerbung blieb allerdings erfolglos, ausgewählt wurde stattdessen die Stadt Zülpich.

## Bauwerke
Bekanntestes Bauwerk der Landesgartenschau in Hamm ist der „Gläserne Elefant“, den der Künstler Horst Rellecke aus der ehemaligen Kohlenwäsche baute. Der Elefant dient in erster Linie als Aussichtsturm und Wahrzeichen. Außerdem wurde aus dem Elefanten das Maskottchen der Stadt, das bis heute als Plüschtier verkauft wird („Maxi“).
Viele andere Gebäude der ehemaligen Zeche wurden für Ausstellungen genutzt.